# فرهنگ رخنه‌گر
فرهنگ رخنه‌گر (به انگلیسی: Hacker culture) خرده‌فرهنگی از افرادی است که اغلب در تلاش جمعی و چالش‌ها فکری برای غلبه بر محدودیت‌های سیستم‌های نرم‌افزاری یا سخت‌افزار الکترونیکی در راستای دستیابی به نتایج جدید و هوشمندانه است. عمل درگیر شدن در فعالیت‌هایی مانند: برنامه‌نویسی یا سایر فعالیت‌های مرتبط با رایانه که همراه با روحیه بازیگوشی و اکتشاف می‌باشد، هک نامیده می‌شود. با این حال، مشخصه تعیین کننده یک هکر یا رخنه‌گر فعالیت های انجام شده او (مانند برنامه نویسی) نیست، بلکه نحوه انجام آن است و اینکه آیا آن هیجان انگیز و معنادار بوده است یا خیر.  فعالیت‌های هوشمندانه‌ای که با مقداری  بازیگوشی همراه باشد «ارزش هک»  نام دارد و طبق این معیار اصطلاح «هک» به وجود آمد. از نمونه‌های اولیه‌ی به کارگرفته‌ی شده این اصطلاح  می‌توان به شوخی‌های دانش‌آموزان در MIT که برای نشان دادن استعداد فنی و زیرکی آنها انجام می‌شد اشاره کرد. فرهنگ هکر ابتدا در دانشگاه ام‌آی‌تی در دهه ۱۹۶۰ در اطراف باشگاه  فناوری راه آهن (TMRC) و آزمایشگاه هوش مصنوعی مؤسسه فناوری ماساچوست ظهور کرد. هک در ابتدا شامل ورود به مناطق محدود شده به روشی هوشمندانه بدون ایجاد آسیب عمده بود. برخی از هک‌های معروف در موسسه فناوری ماساچوست رخ داده است.
ریچارد استالمن در مورد هکرهایی که برنامه ریزی می کنند اینگونه توضیح می دهد:
 وجه مشترک آنها عمدتا عشق به برتری و برنامه نویسی بود. آنها می خواستند برنامه های خود را که استفاده می کردند تا جایی که می توانند خوب باشند. آنها همچنین می خواستند دیگران را مجبور به انجام کارهای منظم کنند. آن‌ها می‌خواستند کاری را به روشی هیجان‌انگیزتر از آن چیزی که هر کسی تصور می‌کرد انجام دهد و نشان دهند "ببین چقدر عالی است. شرط می‌بندم باور نمی‌کردی این کار انجام شود."
هکرهای این خرده فرهنگ تمایل دارند که به طور قاطع خود را از آنچه که به طور تحقیرآمیز "ترقه" می نامند متمایز کنند. کسانی که عموماً توسط رسانه‌ها و اعضای عموم مردم با استفاده از اصطلاح «هکر» به آنها اشاره می‌شود و تمرکز اصلی آنها – چه بدخواهانه و چه برای اهداف غیر بدخواهانه – در بهره‌برداری از ضعف‌های امنیت رایانه است.

## تعریف
جارگون فایل خلاصه‌ای تأثیرگذار اما پذیرفته نشده جهانی از توصیف عامیانه هکرها را اینگونه تعریف می‌کند: «شخصی که از کاوش در جزئیات سیستم‌های قابل برنامه‌ریزی و گسترش قابلیت‌های آن‌ها لذت می‌برد، برخلاف اکثر کاربران، که ترجیح می‌دهند فقط حداقل‌های لازم را بیاموزند». .

## تاریخچه
کلمه "هکر" از کلمه قرن هفدهمی "کارگر شهوت‌انگیز" گرفته شده است که مزارع را با تاب‌های زمخت درو می‌کرد.

## جستار وابسته
- کدنویسی کابویی
- فرایند توسعه نرم‌افزار
- فلسفه یونیکس